# Dominique Van Maele
Dominique Van Maele, né à Thourout le 15 septembre 1970, est un joueur de football belge qui évoluait comme milieu de terrain. Formé au FC Bruges, c'est avec ce club qu'il remporte son seul titre de champion de Belgique en 1992. Par la suite, il jouera dans différents clubs de la région, reculant dans la hiérarchie nationale. Il prend sa retraite en 2005.

## Carrière

### Débuts difficiles et blessures récurrentes
Dominique Van Maele s'affilie enfant au KVK Torhout, un des deux clubs de sa ville natale. Il est ensuite repéré par les recruteurs du FC Bruges, vers lequel il déménage. Il y progresse dans les différentes catégories d'âge et est finalement intégré au noyau de l'équipe première en 1990. Le 15 septembre 1990, jour de son vingtième anniversaire, il dispute ses premières minutes de jeu en compétition face à l'Antwerp, montant sur le terrain dans les arrêts de jeu. Il doit se contenter de quelques apparitions fugaces durant les premiers mois de sa carrière. À partir d'avril 1991, il est titularisé à plusieurs reprises et inscrit ses deux premiers buts à l'occasion de la réception du Standard de Liège, le 10 mai.
La saison suivante, il découvre les compétitions européennes lors d'un déplacement à l'Omonia Nicosie, pour le compte de la Coupe des vainqueurs de coupe, le 18 septembre 1991. Il se blesse peu après et est écarté des terrains pendant deux mois. À son retour, après quatre titularisations, il doit retourner sur le banc et ne joue plus que sporadiquement jusqu'à la fin de la saison, ponctuée par un titre de champion de Belgique.
Sa situation change à partir de l'année suivante. Dominique Van Maele est replacé en défense par son entraîneur Hugo Broos et entame la campagne 1992-1993 dans l'équipe de base. Malheureusement, une nouvelle blessure encourue dans le courant du mois d'octobre 1992 l'écarte des terrains pendant près de trois mois. Après sa guérison, il a perdu sa place dans le onze brugeois et doit se contenter de quelques apparitions en fin de saison, avant de se blesser à nouveau. La saison suivante est un long calvaire pour le joueur, qui reste au total plus d'un an sans jouer. Il ne participe qu'à deux rencontres en mai, la demi-finale de la Coupe de Belgique contre le Germinal Ekeren et un match sans enjeu en championnat contre le KRC Genk.

### Dernières saisons au plus haut niveau
En juillet 1994, Dominique Van Maele quitte le club brugeois et rejoint le KSK Beveren. Alors qu'il n'a que 24 ans, il est un des joueurs les plus expérimentés de l'effectif et devient un des piliers de l'équipe. Lors de la saison 1994-1995, il ne rate qu'une seule rencontre pour cause de suspension et participe activement à la qualification pour la prochaine Coupe Intertoto. Hélas pour le joueur, une nouvelle grave blessure le tient à l'écart des terrains pendant quasiment huit mois. Pendant son absence, son équipe doit lutter pour éviter la relégation. Il fait son retour dans l'équipe le 17 février 1996 à l'occasion de la venue de son ancienne équipe, le FC Bruges, qui caracole en tête du championnat. Malgré un but, il ne peut éviter la défaite de ses couleurs. Le club se bat jusqu'au bout avec le RFC Sérésien pour son maintien mais termine finalement 17e, avec deux points de retard sur le club liégeois.
Dominique Van Maele n'accompagne pas ses équipiers en Division 2. Il retourne à Bruges, cette fois au Cercle, qualifié pour la Coupe des vainqueurs de coupe après sa défaite en finale face au Club, également champion. Il est titularisé d'emblée dans l'axe du jeu mais la saison du Cercle est catastrophique. Éliminés dès le premier tour en Coupe d'Europe par les norvégiens de Brann Bergen, les brugeois terminent bons derniers et sont renvoyés en deuxième division. Cette fois, il décide de rester malgré la relégation, pour aider son équipe à remonter directement parmi l'élite. Les résultats ne sont pas à la hauteur et après une saison terne, il est autorisé à quitter le Cercle.
Il rejoint alors le SK Lommel en juin 1998, récent vainqueur de la Coupe de la Ligue et qualifié pour la Coupe Intertoto. Cependant, il se blesse une nouvelle fois à la fin du mois de juillet et n'aura que peu l'occasion de jouer après sa guérison. Après un an dans le nord du Limbourg, il revient dans sa région et s'engage au KV Courtrai, tout juste relégué en deuxième division.

### Recul vers les divisions inférieures et fin de carrière
Avec Courtrai, Dominique Van Maele vit une nouvelle saison difficile. Bien qu'il soit épargné par les blessures et dispute presque toutes les rencontres du championnat, le club lutte pour son maintien. Finalement, il termine barragiste et doit disputer le tour final face aux équipes de Division 3. Après une défaite en finale face à Heusden-Zolder, le club est renvoyé à l'échelon inférieur. Des difficultés financières viennent perturber la saison suivante et le club est menacé d'une rétrogradation en Promotion. Le club parvient néanmoins à se qualifier pour le tour final et le remporte, synonyme non pas d'une montée en deuxième division mais d'un maintien en troisième.
Dominique Van Maele quitte alors Courtrai et s'engage au SV Zulte Waregem. Il joue très peu durant la saison, qui se termine en apothéose pour le club avec la conquête du titre de champion et la montée en deuxième division. Le joueur n'accompagne pas ses équipiers et décide de partir au KM Torhout, dans sa ville natale, pour y terminer sa carrière. Il joue durant trois saisons avec son dernier club, avec comme point d'orgue une troisième place et une qualification pour le tour final en 2005. Le club est éliminé dès le premier tour par Oud-Heverlee Louvain. Lors du match retour, Dominique Van Maele inscrit un des deux buts de son équipe et est remplacé à quelques minutes de la fin pour lui permettre de faire ses adieux.

## Palmarès
- 1 fois champion de Belgique en 1992 avec le FC Bruges.
- 1 fois champion de Belgique de Division 3 en 2002 avec le SV Zulte Waregem.

## Statistiques
| Saison                | Club                  | Championnat           | Championnat | Championnat | Coupe nationale | Coupe nationale | Coupe de la Ligue | Coupe de la Ligue | Supercoupe | Supercoupe | Compétition(s) continentale(s) | Compétition(s) continentale(s) | Compétition(s) continentale(s) | Total | Total |
| Saison                | Club                  | Division              | M.          | B.          | M.              | B.              | M.                | B.                | M.         | B.         | Comp.                          | M.                             | B.                             | M.    | B.    |
| 1990-1991             | Club Bruges KV        | Division 1            | 9           | 2           | 3               | 0               | 0                 | 0                 | 0          | 0          | C1                             | 0                              | 0                              | 12    | 2     |
| 1991-1992             | Club Bruges KV        | Division 1            | 9           | 0           | 0               | 0               | 0                 | 0                 | 0          | 0          | C2                             | 2                              | 0                              | 11    | 0     |
| 1992-1993             | Club Bruges KV        | Division 1            | 12          | 0           | 0               | 0               | 0                 | 0                 | 1          | 0          | C1                             | 4                              | 0                              | 17    | 0     |
| 1993-1994             | Club Bruges KV        | Division 1            | 1           | 0           | 1               | 0               | 0                 | 0                 | 0          | 0          | -                              | 0                              | 0                              | 2     | 0     |
| Sous-total            | Sous-total            | Sous-total            | 31          | 2           | 4               | 0               | 0                 | 0                 | 1          | 0          | -                              | 6                              | 0                              | 42    | 2     |
| 1994-1995             | KSK Beveren           | Division 1            | 32          | 1           | 3               | 1               | 0                 | 0                 | 0          | 0          | -                              | 0                              | 0                              | 35    | 2     |
| 1995-1996             | KSK Beveren           | Division 1            | 9           | 1           | 0               | 0               | 0                 | 0                 | 0          | 0          | CI                             | 0                              | 0                              | 9     | 1     |
| Sous-total            | Sous-total            | Sous-total            | 41          | 1           | 3               | 1               | 0                 | 0                 | 0          | 0          | -                              | 0                              | 0                              | 44    | 2     |
| 1996-1997             | Cercle Bruges KSV     | Division 1            | 28          | 0           | 0               | 0               | 0                 | 0                 | 1          | 0          | C2                             | 2                              | 1                              | 31    | 1     |
| 1997-1998             | Cercle Bruges KSV     | Division 2            | 33          | 4           | 3               | 0               | 1                 | 0                 | 0          | 0          | -                              | 0                              | 0                              | 37    | 4     |
| Sous-total            | Sous-total            | Sous-total            | 61          | 4           | 3               | 0               | 1                 | 0                 | 1          | 0          | -                              | 2                              | 1                              | 68    | 5     |
| 1998-1999             | SK Lommel             | Division 1            | 5           | 0           | 0               | 0               | 1                 | 0                 | 0          | 0          | CI                             | 2                              | 0                              | 8     | 0     |
| Sous-total            | Sous-total            | Sous-total            | 5           | 0           | 0               | 0               | 1                 | 0                 | 0          | 0          | -                              | 2                              | 0                              | 8     | 0     |
| 1999-2000             | KV Courtrai           | Division 2            | 35          | 10          | 2               | 0               | 0                 | 0                 | 0          | 0          | -                              | 0                              | 0                              | 37    | 10    |
| 2000-2001             | KV Courtrai           | Division 3            | 28          | 5           | 3               | 0               | 0                 | 0                 | 0          | 0          | -                              | 0                              | 0                              | 31    | 5     |
| Sous-total            | Sous-total            | Sous-total            | 63          | 15          | 5               | 0               | 0                 | 0                 | 0          | 0          | -                              | 0                              | 0                              | 68    | 15    |
| 2001-2002             | SV Zulte Waregem      | Division 3            | 9           | 0           | 0               | 0               | 0                 | 0                 | 0          | 0          | -                              | 0                              | 0                              | 9     | 0     |
| Sous-total            | Sous-total            | Sous-total            | 9           | 0           | 0               | 0               | 0                 | 0                 | 0          | 0          | -                              | 0                              | 0                              | 9     | 0     |
| 2002-2003             | KM Torhout            | Division 3            | 22          | 2           | 1               | 0               | 0                 | 0                 | 0          | 0          | -                              | 0                              | 0                              | 23    | 2     |
| 2003-2004             | KM Torhout            | Division 3            | 27          | 2           | 1               | 0               | 0                 | 0                 | 0          | 0          | -                              | 0                              | 0                              | 28    | 2     |
| 2004-2005             | KM Torhout            | Division 3            | 28          | 1           | 1               | 0               | 0                 | 0                 | 0          | 0          | -                              | 0                              | 0                              | 29    | 1     |
| Sous-total            | Sous-total            | Sous-total            | 77          | 5           | 3               | 0               | 0                 | 0                 | 0          | 0          | -                              | 0                              | 0                              | 80    | 5     |
| Total sur la carrière | Total sur la carrière | Total sur la carrière | 287         | 27          | 18              | 1               | 2                 | 0                 | 2          | 0          | -                              | 10                             | 1                              | 319   | 29    |